# Octombrie 1991
Acest articol este generat integral pe baza informațiilor din articolul 1991 și este actualizat periodic de un robot.
 Editările făcute în articol vor fi șterse la următoarea actualizare! Dacă doriți să faceți modificări, editați articolul-sursă.

ianuarie -
februarie -
martie -
aprilie -
mai -
iunie -
iulie -
august -
septembrie -
octombrie -
noiembrie -
decembrie
Octombrie 1991 a fost a zecea lună a anului și a început într-o zi de marți.

## Evenimente
- 16 octombrie: S-a instalat guvernul condus de Theodor Stolojan și a funcționat până în noiembrie 1992.
- 20 octombrie: Ayrton Senna câștigă cel de-al 3-lea său titlu mondial la Formula 1.
- 27 octombrie: Primele alegeri parlamentare libere în Polonia.
- 27 octombrie: Turkmenistanul își declară independența față de Uniunea Sovietică.

## Nașteri
- 2 octombrie: Roberto Firmino, fotbalist brazilian
- 2 octombrie: Sandra N. (Alexandra Năftănăilă), muziciană română
- 2 octombrie: Alexandra Năftănăilă, muziciană română
- 5 octombrie: Takahiro Ogihara, fotbalist japonez
- 7 octombrie: Mădălina Bellariu Ion, actriță română
- 8 octombrie: Andrei Pop, politician român
- 8 octombrie: Antonio Raíllo, fotbalist spaniol
- 9 octombrie: Yusuke Minagawa, fotbalist japonez
- 10 octombrie: Xherdan Shaqiri, fotbalist elvețian
- 12 octombrie: Nicolao Dumitru, fotbalist italian
- 17 octombrie: Brenda Asnicar, actriță argentiniană
- 18 octombrie: Tyler Posey (Tyler Garcia Posey), actor american
- 20 octombrie: Serghei Gheorghiev, fotbalist din R. Moldova
- 23 octombrie: Emil Forsberg, fotbalist suedez
- 24 octombrie: Bernard Berisha, fotbalist albanez
- 25 octombrie: Lorina Kamburova, actriță bulgară (d. 2021)
- 29 octombrie: Anita Blaze, scrimeră franceză
- 30 octombrie: Adrian Giurgiu, politician român
- 31 octombrie: Alice Peneacă, fotomodel și actriță română

## Decese
- 2 octombrie: Maria Aurèlia Capmany (Maria Aurèlia Capmany i Farnés), 73 ani, scriitoare spaniolă (n. 1918)
- 18 octombrie: Gheorghe Iacomi, 77 ani, medic chirurg român (n. 1914)
- 19 octombrie: Tibor Halasi-Kun, 77 ani, orientalist maghiar (n. 1914)
- 19 octombrie: Gheorghe Pahonțu, 58 ani, fotbalist și antrenor, maestru emerit la sportului (n. 1933)
- 19 octombrie: fotbalist,maestru emerit al sportului, fotbalist, maestru emerit la sportului (n. 1933)
- 20 octombrie: George Beuchat (Georges Constant Émile Beuchat), 82 ani, om de afaceri francez (n. 1910)
- 24 octombrie: Nicolae Sotir, 84 ani, voleibalist și antrenor român (n. 1916)
- 27 octombrie: Leonida Neamțu, scriitor român (n. 1934)
- 28 octombrie: Petre Solomon, 68 ani, filolog român (n. 1923)